# Beijing Renhe
Beijing Renhe – chiński klub piłkarski, grający obecnie w Chinese Super League, mający siedzibę w Pekinie. Swoje spotkania zespół rozgrywa na Beijing Fengtai Stadium.

## Sukcesy

### Ligowe
- Wicemistrz Chin: 2003

### Pucharowe
- Puchar Chin
  - Zdobywca: 2013
  - Finalista: 2012
- Superpuchar Chin
  - Zdobywca: 2014